# هايلي باربر
هايلي باربر (بالإنجليزية: Haley Barbour) هو سياسي أمريكي، وحاكم ولاية مسيسيبي الأمريكية مابين 13 كانون الثاني 2004 - 10 كانون الثاني 2012 ينتمي إلى الحزب الجمهوري. ولد هايلي ريفز باربر في 22 تشرين الأول - أكتوبر من سنة 1947 في مدينة يزوو بولاية مسيسيبي الأمريكية حصل باربر على شهادة القانون من جامعة ولاية مسيسيبي في سنة 1972.